# Castellers de Barcelona

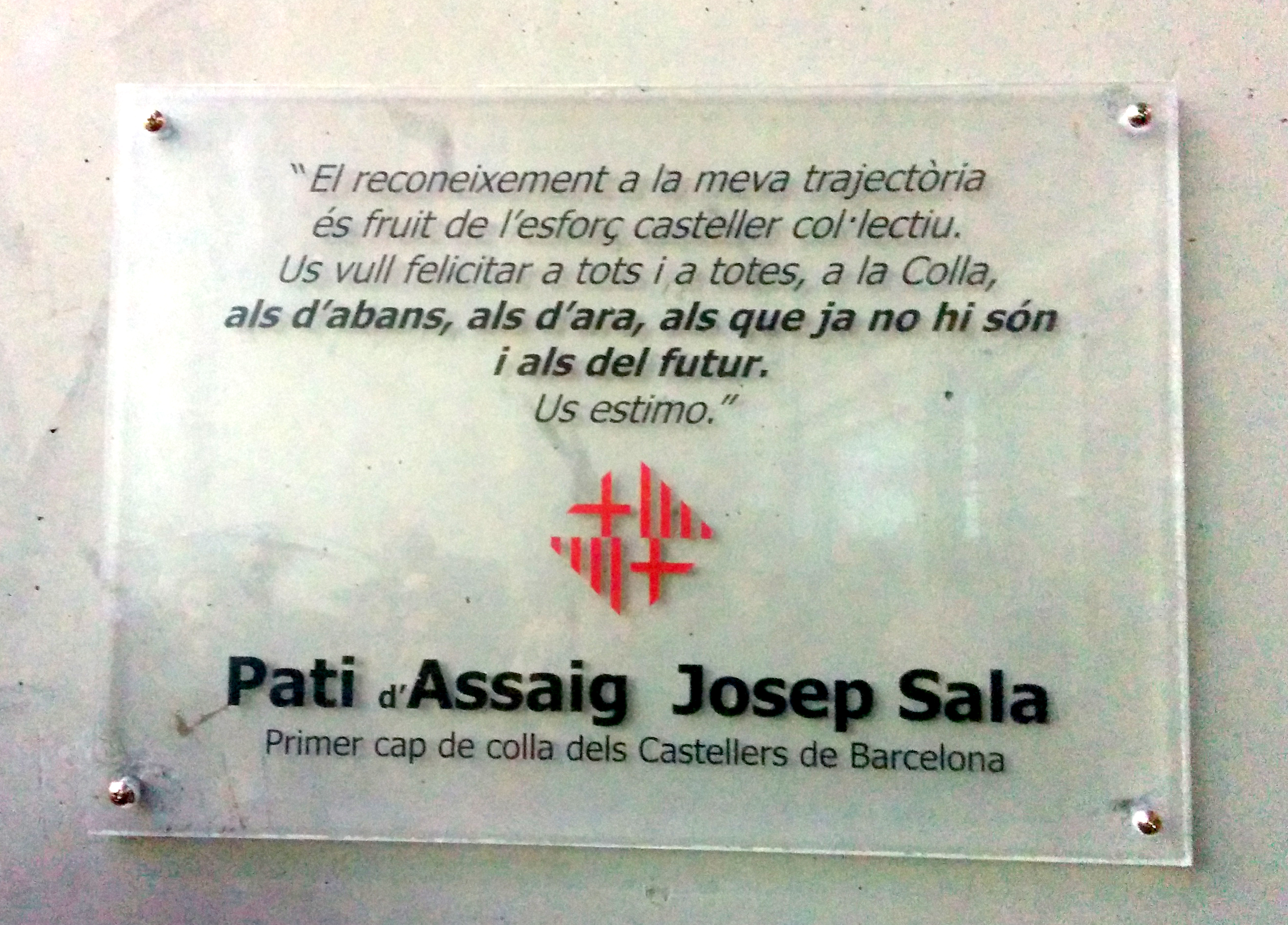
Placa commemorativa del "Pati d'assaig Josep Sala" al local

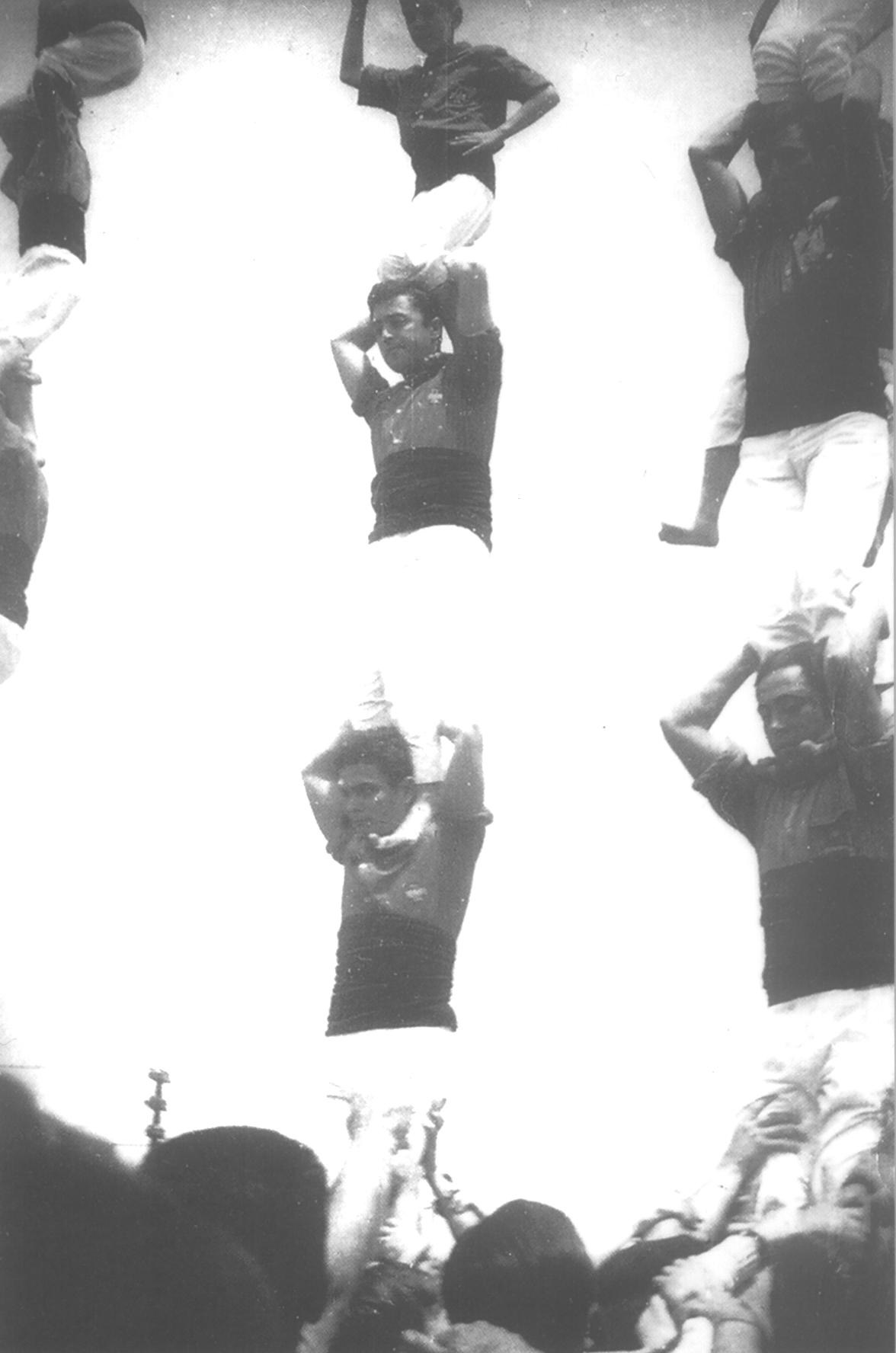
Primera actuació (8 de juny 1969)

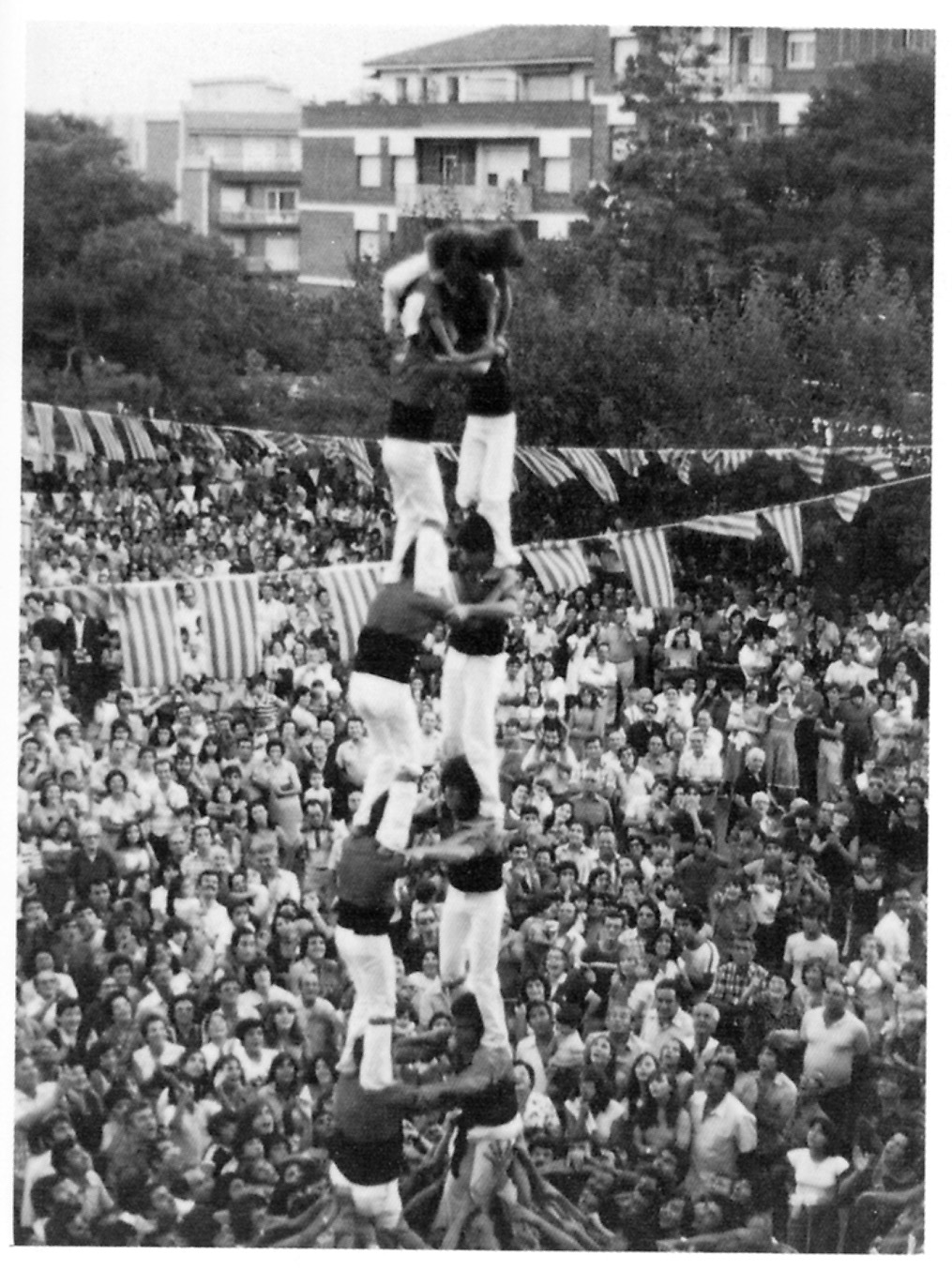
Primer 2 de 7 descarregat en la història de la colla (Santa Coloma de Gramenet)

Els Castellers de Barcelona són una colla castellera fundada l'any 1969 a Barcelona, essent la quarta colla en actiu més veterana de tot el món casteller. La seva primera diada castellera va ser el 8 de juny de 1969 al Vendrell i, des d'aleshores, han vestit la camisa de color vermell. La diada més important de la Colla se celebra el diumenge més proper a Festa Major de la Mercè (24 de setembre), a la plaça de Sant Jaume de Barcelona.
En els seus 53 anys d'història, la colla ha aconseguit descarregar castells com el 9de8, el 3de9f, el 4de9f o el pilar de set amb folre. La millor diada de la colla data de 15 de novembre de 2015, on a la Plaça de Valentí Almirall de la ciutat de Barcelona i amb motiu de la Festa Major del Clot – Camp de l'Arpa, hi va aconseguir descarregar el 9de8, el 4de9f, el 3de9f, i el pilar de sis.
A banda de les actuacions a Barcelona, la seva àrea metropolitana i arreu de Catalunya, els Castellers de Barcelona s'han caracteritzat per ser una de les colles pioneres i impulsores del fet casteller fora de la zona castellera no tradicional, apadrinant fins a dinou colles, entre les que hi trobem els Minyons de Terrassa, els Capgrossos de Mataró, o els Bordegassos de Vilanova.
El local de la colla és a la ciutat de Barcelona, al carrer de Bilbao 212-214, a l'espai denominat la Casa de la Festa. Aquest local forma part d'una sèrie d'equipaments construïts per ordre del Patronat Municipal de l'Habitatge al Districte de Sant Martí. L'obra va ser acabada l'any 2006 i inaugurada d'aquell mateix any.
La Colla ha rebut distincions per part de diferents administracions públiques: Creu de Sant Jordi de la Generalitat de Catalunya, Medalla d'Honor de Barcelona de l'Ajuntament de Barcelona i Premi Sant Martí del Districte de Sant Martí de Barcelona.

## Història

### 1969-1985
La colla reprenia les camises vermelles dels seus predecessors immediats a Barcelona, el Cos de Castellers de Ballets de Catalunya, del que alguns integrants formaren part del nucli promotor de la nova colla, junt amb altres components vinguts principalment del Penedès com Josep Sala, el qual seria el primer cap de Colla.
No obstant això, la temporada següent, el (1985), bona part dels components de la colla que venien de Santa Coloma de Gramenet decidiren escindir-se per crear la seva pròpia colla, provocant un notable daltabaix a la colla d'on sortien.

### 1998-2005

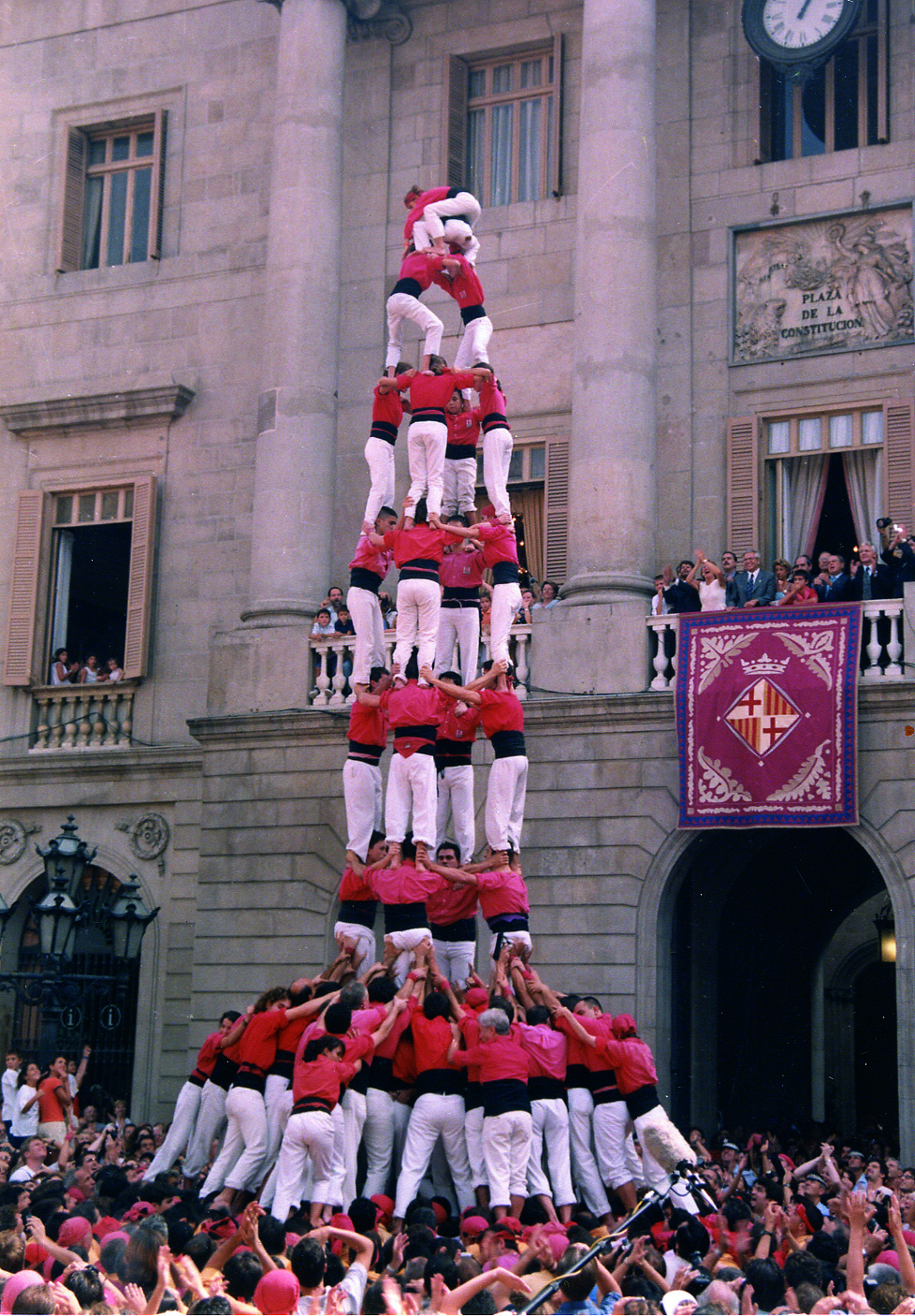
Els Castellers de Barcelona descarregant un 4 de 9 amb folre el 24 de setembre del 1999

L'escenari fou la Plaça Vella de Terrassa el 22 de novembre durant la XX Diada dels Minyons, dia en què els Minyons de Terrassa van descarregar el primer 3 de 10 amb folre i manilles de la història. L'any 2000 la colla va rebre la Medalla d'Honor de Barcelona i dos anys més tard, (3 de desembre de 2002), per la seva trajectòria castellera i cívica, els Castellers de Barcelona foren distingits amb la Creu de Sant Jordi per la Generalitat de Catalunya.

### 2006-2011
L'any 2006 esdevé històric per diversos motius. Després de vint anys al local del C/Rossend Nobas, la colla estrena un nou local propi al c/Bilbao amb Concili de Trento. El nou local a part de ser molt més gran que l'anterior, compta amb millors condicions per a la pràctica de castells, vida social i altres activitats de la colla. La temporada s'inicia amb dues torres de vuit amb folre carregades (Nou Barris i Mataró), forces 4 de 8 i un 3 de 8 que s'estrena a les festes de la Mercè. L'objectiu de la temporada passa a ser descarregar la torre de vuit, castell que al capdavall només es va poder carregar a Cornellà, i el 4 de 9 amb folre, que finalment no es va intentar a plaça. Així doncs, es tanca un període de set anys descarregant el 2 de 8 amb folre i realitzant almenys un castell de nou pisos.
El 2009 va ser l'any del 40è aniversari de la colla. Es descarreguen per primer cop el 4 de 8 amb l'agulla (descarregat en cinc ocasions aquell any) i el pilar de set amb folre. És un any on es produeix una renovació i alleugeriment del tronc del 3 de 8 per tal de fer-lo més folrable en un futur. També es carrega en dues ocasions el 2de8f. Per celebrar el 40è aniversari es van realitzar diversos actes com ara la instal·lació d'un pilar de 6 a escala a la maqueta de la Plaça de Sant Jaume situada al parc Catalunya en Miniatura, l'elaboració d'un segell oficial de correus, amb una tirada de 500.000 exemplars, on apareixia un 3 de 9 amb folre de la colla, la creació de l'EJSIT, projecte per ensenyar a fer castells a nens de diverses escoles de la ciutat i l'actuació dins la cova Mairuelegorreta del País Basc.

### 2012-2018
El novembre del 2013 van descarregar per primer cop a la seva història la tripleta màgica, és a dir, el 5de8, 3de9 amb folre i el 4 de 9 amb folre en una mateixa diada.
El setembre de 2014 la colla assoleix la tripleta vilafranquina de la seva història en descarregar el 4de9f i carregant el 3de9f i el 4de8a. Tres dies més tard, a la diada de Mercè de colles locals, completarien la mateixa actuació descarregant tots els castells juntament amb el pilar de 6, sent aquesta la millor actuació de la història de la colla barcelonina fins al moment. Dues setmanes després la colla repeteix els millors castells de la seva història en tornar a descarregar els dos castells de nou i el 4de8a a XXV Concurs de castells de Tarragona, sent el primer concurs en què descarrega un castell de nou i superant tots tres castells el millor fet fins aleshores en totes les edicions anteriors.
El novembre assoleix la categoria de colla de gamma extra en descarregar el 9 de 8 (amb una enxaneta) a la diada del Roser de Vilafranca del Penedès. La colla va acompanyar el castell amb el 4de9f, el 3de9f i el pde6 (c), realitzant doncs la millor actuació de la seva història. Dues setmanes més tard tanquen la millor temporada de la seva història tornant a repetir el 9de8 i intentant per primer cop a la seva història el 4 de 9 sense folre, que cau amb l'entrada de l'acotxadora poc abans de carregar-se. El novembre van completar la millor actuació de la seva història al descarregar a la diada de festa major d'El Clot el 9de8, 3de9f, 4de9f i el pilar de 6.

### 2019-2024
L'any del 50è aniversari de l'entitat. "El 2019 ha estat intens per Barcelona. Al març, un total de dinou colles es van reunir a l'Antiga Fàbrica Estrella Damm per participar en la diada d'homenatge dels 50 anys. En aquella jornada emotiva, que també va comptar amb representació d'integrants dels ja desapareguts Castellers de la Roca, es van enlairar 53 construccions" David Prats.
El juny es va celebrar la diada del 50è Aniversari a la Plaça Sant Jaume de Barcelona. Es van trobar a la Plaça Nova amb la Colla Joves Xiquets de Valls i la Colla Vella dels Xiquets de Valls. D'allà van sortir en cercavila fins a plaça. Abans de començar les rondes de castells, van descarregar 5 pilars de 4, simbolitzant aquests 50 anys que porten a la ciutat de Barcelona fent castells. Els castells que van dur a terme a plaça va ser: 5pd4, i4d9f, 3d8, 4d8, 9d7, ipd6, pd5 al balcó, pd4
A l'octubre, en els actes de l'aniversari també es va organitzar una jornada al voltant de la presència de les dones en les colles.
L'any 2020 els Castellers de Barcelona van presentar, en línia, el llibre ‘Barcelona: terra de castells', editat per l'Ajuntament de Barcelona. El llibre és un homenatge de la Colla a la ciutat de Barcelona, amb fotografies de la Colla en diferents llocs emblemàtics.
Després del confinament, els Castellers de Barcelona esperen temps millors: «Els castells juguen un paper destacat el migdia del 24 de setembre. Des de fa més de dues dècades, aquesta data serveix perquè les vuit colles que existeixen actualment alcin les seves millors construccions. Ho fan a la plaça de Sant Jaume».
Ja a la represa, posterior a la pandèmia de la covid, la colla va recuperar el nivell paulatinament, participant en el XXVIII Concurs de castells de Tarragona, i descarregant el 3 i 4 de 8, juntament amb el 2d8f carregat. Poc a poc, la colla va anar creixent de nou, tornant a descarregar castells de nou i participant al XXIX Concurs de castells de Tarragona, descarregant el 4d9f i el 7d8, juntament amb el 5d8 descarregat.

## Castells assolits
A continuació es presenten tots els castells superiors al 9 de 7 assolits pels Castellers de Barcelona. Tota la informació s'ha extret de la Base de Dades de la Coordinadora de Colles Castelleres de Catalunya – Colla Jove Xiquets de Tarragona.
|                      | Carregat                | Carregat                                  | Carregat                         | Descarregat            | Descarregat                                      | Descarregat                                           | Ref.          |
| Construcció          | Data                    | Diada                                     | Població                         | Data                   | Diada                                            | Població                                              | Ref.          |
| -------------------- | ----------------------- | ----------------------------------------- | -------------------------------- | ---------------------- | ------------------------------------------------ | ----------------------------------------------------- | ------------- |
| 9 de 8               |                         |                                           |                                  | 2 de novembre de 2014  | Diada del Roser                                  | Vilafranca del Penedès (Plaça de la Vila)             | [ 40 ]        |
| 3 de 9 amb folre     | 19 de novembre del 2000 | Diada dels Minyons de Terrassa            | Terrassa (Raval de Montserrat)   | 23 de setembre de 2001 | La Mercè                                         | Barcelona (Plaça Sant Jaume)                          |               |
| 4 de 9 amb folre     | 22 de novembre de 1998  | Diada dels Minyons de Terrassa            | Terrassa (Raval de Montserrat)   | 24 de setembre de 1999 | La Mercè                                         | Barcelona (Plaça Sant Jaume)                          |               |
| 3 de 8 amb l'agulla  |                         |                                           |                                  | 19 d'octubre de 2014   | Aniversari dels Castellers de la Sagrada Família | Barcelona (Plaça de Gaudí)                            | [ 41 ]        |
| 4 de 8 amb l'agulla  | 9 de novembre de 2008   | Festa Major del Clot - Camp de l'Arpa     | Barcelona (Pl. Valentí Almirall) | 24 de setembre de 2009 | La Mercè                                         | Barcelona (Plaça Sant Jaume)                          | [ 42 ]        |
| 5 de 8               | 5 de novembre de 1995   | Diada dels Castellers de Cornellà         | Cornellà de Llobregat            | 21 de setembre de 2003 | La Mercè                                         | Barcelona (Plaça Sant Jaume)                          |               |
| Pilar de 7 amb folre | 26 de novembre del 2000 | Diada dels Bordegassos                    | Vilanova i la Geltrú             | 12 d'octubre de 2014   | Festa Major de Les Corts                         | Barcelona (Plaça de Comas)                            |               |
| 2 de 8 amb folre     | 9 de juliol de 1995     | 26è Aniversari de Castellers de Barcelona | Barcelona (Plaça Rius i Taulet)  | 24 de setembre de 1995 | La Mercè                                         | Barcelona (Plaça Sant Jaume)                          |               |
| 7 de 8               |                         |                                           |                                  | 23 de setembre de 2012 | La Mercè                                         | Barcelona (Plaça Sant Jaume)                          | [ 43 ]        |
| 3 de 8               | 24 de setembre de 1993  | La Mercè                                  | Barcelona (Plaça Sant Jaume)     | 6 de novembre de 1994  | Diada dels Castellers de Cornellà                | Cornellà de Llobregat                                 |               |
| Pilar de 6           | 11 de setembre de 1982  |                                           | Banyeres del Penedès             | 26 d'octubre de 2008   | 8a diada dels Matossers                          | Molins de Rei (Plaça de l'Ajuntament)                 | [ 44 ] [ 45 ] |
| 4 de 8               | 24 de setembre de 1981  | La Mercè                                  | Barcelona (Plaça Sant Jaume)     | 31 de juliol de 1982   | Diada de Màrtirs Street                          | Vilafranca del Penedès (Plaça de la Vall del Castell) |               |
| 2 de 7               |                         |                                           |                                  | 1r de setembre de 1979 |                                                  | Santa Coloma de Gramenet                              |               |
| 12 de 7              |                         |                                           |                                  | 16 de maig de 2015     | Diada de La Barceloneta                          | Barcelona (Plaça de la Barceloneta)                   | [ 46 ]        |
| 9 de 7               |                         |                                           |                                  | 15 de novembre de 1998 | Festa Major del Clot                             | Barcelona (Plaça Valentí Almirall)                    |               |

### Castells intentats però no assolits[39]
| Construcció                          | Data                   | Diada                          | Plaça                                    |
| ------------------------------------ | ---------------------- | ------------------------------ | ---------------------------------------- |
| intent de 3 de 8 aixecat per sota    | 26 de novembre de 1995 | Diada dels Minyons de Terrassa | Terrassa (Raval de Montserrat)           |
| 2 intents de 3 de 8 aixecat per sota | 24 de setembre de 1996 | La Mercè                       | Barcelona (Plaça Sant Jaume)             |
| intent de 4 de 9 sense folre         | 16 de novembre de 2014 | Festa Major del Clot           | Barcelona (Plaça Valentí Almirall)       |
| intent desmuntat de 5 de 9 amb folre | 8 d'octubre de 2017    | Festa Major de Sarrià          | Barcelona (Plaça del Consell de la Vila) |
| intent de 5 de 9 amb folre           | 12 de novembre de 2017 | Festa Major del Clot           | Barcelona (Plaça Valentí Almirall)       |

## Publicacions
- Castellers de Barcelona, 35 anys. Barcelona: Un segle i mig de castells 2004, Raimon Cervera, Josep Dàvila i Claudi Dòmper, Ed. DUX. ISBN 84-609-3056-4
- Barcelona: Terra de Castells. 50è aniversari dels Castellers de Barcelona 2020, Raimon Cervera (text), Dani Cortijo (text), Roberta Esteves (fotografia), Edita: Ajuntament de Barcelona ISBN 978-84-9156-288-7